# Otto Johansson (fotograf)

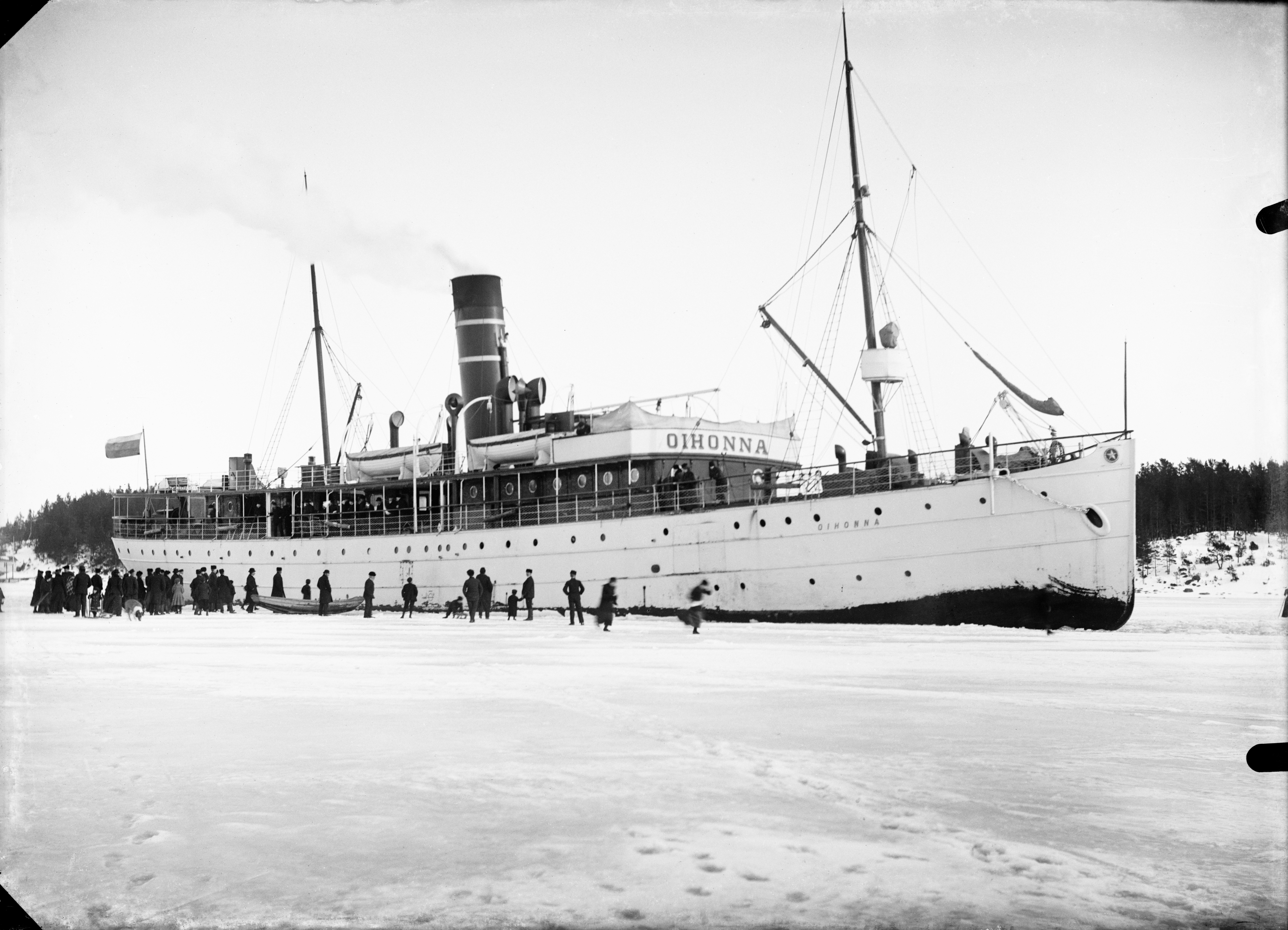
Ångfartyget Oihonna i Furusundsleden lastar och lossar. Foto av Otto Johansson.

Johan Otto Johansson, född 9 april 1881 i Lohärads socken, död 16 juli 1926 i Sankt Matteus församling i Stockholm, var en svensk fotograf.
Johansson kom till Furusund i april 1903 och arbetade där som biträde i handelsboden. Under de cirka sju år han stannade tog han många hundra bilder av människor och miljöer på och omkring Furusund. Några av hans mest kända är porträtten av August Strindberg och Harriet Bosse.
I handelsboden arbetade också Maria Södergren (1888–1964) som han gifte sig med 1908. Makarna bosatte sig i en lägenhet ovanför handelsboden men flyttade till Stockholm 1910. Därefter slutade han att fotografera och paret öppnade en fiskaffär i Birkastan; senare omnämns han som bokförare. I äktenskapet föddes en dotter, Dagny 1908-1997, och två söner. Otto Johansson dog 1926. Hans glasplåtar förvarades först hos svärföräldrarna Arvid och Dorothea Södergren, senare hos dottern Dagny Johansson som donerade dem till Digitala Stadsmuseet.
Flera av Johanssons bilder förekommer som vykort och i trycksaker från tiden, till exempel Schuberts broschyr över Furusunds Havs- och gyttjebadanstalt. En del av dessa originalbilder finns kvar i samlingen, men många saknas. Johanssons största betydelse som fotograf ligger dock i den nästintill systematiska dokumentationen av förra sekelskiftets Furusund.